# Lymantria rusticana
Lymantria rusticana är en fjärilsart som beskrevs av Erich Martin Hering 1927. Lymantria rusticana ingår i släktet Lymantria och familjen tofsspinnare. Inga underarter finns listade i Catalogue of Life.